# Bertha von Bayer
Bertha von Bayer (verh. Bertha [Berta] Winterberg) (* 27. September 1841 in München; † 12. August 1909 in Heidelberg) war eine deutsche Malerin, die in Karlsruhe tätig war und bevorzugt Porträts anfertigte.

## Leben
Bertha war die Tochter des Architekturmalers Gustav August von Bayer und der Joséphine Marie, geborene von Lamey (1810–1884), und wurde wie ihre Schwester Clothilde (1840–1908; die Nonne wurde) noch in München geboren, wo der Vater an der Kunstakademie studiert und dann als Maler tätig war.
Sie erhielt ihre künstlerischen Grundlagen vom Vater und studierte in Karlsruhe und Rom. In den Ausstellungen der Zeit war sie weitgehend mit Bildnissen vertreten und beschickte insbesondere 1886 und 1894 die Ausstellungen des Vereins der Künstlerinnen in Berlin mit ihren Werken. Verheiratet war sie mit dem Hofschauspieler Privatgelehrten Konstantin Winterberg (* 1841 in Korbach, Waldeck) und lebte mit ihm zunächst in Karlsruhe, ab 1895 in Rom und später in Heidelberg, wo sie im 68. Lebensjahr starb.

## Werke (Auswahl)

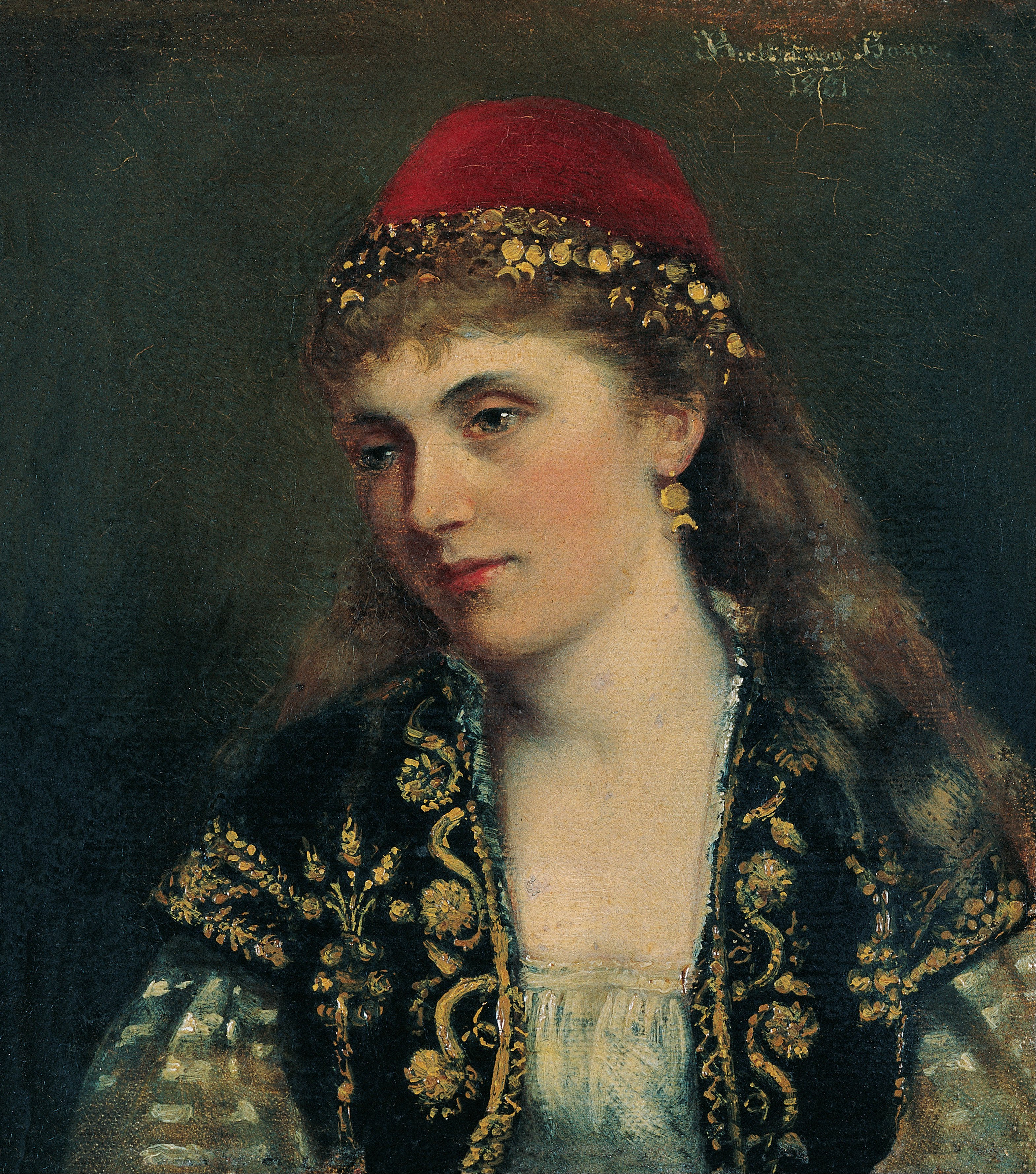
Portrait einer Frau,
19. Jahrhundert (Pera-Museum, Istanbul)

- Stilleben; ausgestellt: München, Glaspalast 1869, Katalog-Nr. 79
- Edelfräulein mit Taube; ausgestellt: München, Glaspalast 1876 (Boetticher, Nr. 1)
- Bildnis einer jungen Frau mit schwarzem Zopf; Öl auf Leinwand, 78 × 53 cm; signiert und datiert „1879“ (Kunsthandel; Farbabbildung: online)
- Porträt einer Wallachin, in gesticktem Sammtkleide, mit rotem Fez auf dem Haupt oder Mädchen mit gestickter Jacke und Kopfbedeckung; ausgestellt: Schweizer Ausstellung 1880 (Istanbul, Pera-Museum)
- Mädchen im altdeutschen Costüm mit Rosen im Korb; bezeichnet: „Bertha von Bayer 1879“: ausgestellt: Düsseldorf, 4. allgemeine deutsche Kunstausstellung 1880
- Zuschreibung: Römische Vedute. Blick auf den Petersdom von der Terrasse der Villa Pamphili Doria in Rom, Öl auf Holz, 15 × 23,5 cm; verso betitelt und bezeichnet: „gemalt von Bertha Winterberg“ (Kunsthandel)